# Административно-территориальное деление Калининградской области

## Административно-территориальное устройство
Согласно Закону «Об административно-территориальном устройстве Калининградской области», субъект РФ включает объекты административно-территориального деления.
Все объекты административно-территориального деления Калининградской области подразделяются на группы. Группы располагаются по трём уровням классификации:
I. первый уровень классификации включает Калининградскую область;
II. второй уровень классификации включает административные районы, города областного значения и посёлки городского типа областного значения;
III. третий уровень включает внутригородские административные районы городов областного значения.
Отдельную группу объектов административно-территориального деления Калининградской области составляют городские и сельские населённые пункты.
Административным центром Калининградской области является город Калининград, на территории которого располагаются высшие и иные органы государственной власти Калининградской области.

### Объекты административно-территориального деления
I. первый уровень:
- Калининградская область

II. второй уровень:
- 8 городов областного значения
  - Калининград,
  - Балтийск,
  - Ладушкин,
  - Мамоново,
  - Пионерский,
  - Светлый,
  - Светлогорск,
  - Советск;
- 1 посёлок городского типа областного значения
  - Янтарный;
- 13 административных районов
  - Багратионовский,
  - Гвардейский,
  - Гурьевский,
  - Гусевский,
  - Зеленоградский,
  - Краснознаменский,
  - Неманский,
  - Нестеровский,
  - Озёрский,
  - Полесский,
  - Правдинский,
  - Славский,
  - Черняховский.

III. третий уровень:
- 3 внутригородских административных района города областного значения Калининград[4][5]:
  - Ленинградский;
  - Московский;
  - Центральный.

Объекты административно-территориального деления Калининградской области
Города областного значения:
1. Калининград,
2. Балтийск,
3. Ладушкин,
4. Мамоново,
5. Пионерский,
6. Светлый,
7. Светлогорск;
8. Советск,
Посёлок городского типа областного значения:
9. Янтарный;
Административные районы:
10. Багратионовский,
11. Гвардейский,
12. Гурьевский,
13. Гусевский,
14. Зеленоградский,
15. Краснознаменский,
16. Неманский,
17. Нестеровский,
18. Озёрский,
19. Полесский,
20. Правдинский,
21. Славский,
22. Черняховский.
Муниципальные образования
В границах объектов административно-территориального деления, образованы муниципальные образования: городские и муниципальные округа
(на карте городские округа (цифры) — выделены жирным курсивом; муниципальные округа (цифры) — обычным шрифтом)

Отдельную группу объектов административно-территориального деления Калининградской области составляют населённые пункты.
К городским населённым пунктам относятся:
1. города;
2. посёлки городского типа;
3. рабочие, курортные и дачные посёлки.

К сельским населённым пунктам (посёлкам) относятся все остальные населённые пункты.

### Города областного значения и административные районы
| Города областного значения                  |                  |            |          |         |         |                      |
| 1                                           | Калининград      | 27 401 000 | ↘488 690 | 223,03  | 2191,14 | город Калининград    |
| 2                                           | Балтийск         | 27 405 000 | ↗29 289  | 101,31  | 289,1   | город Балтийск       |
| 3                                           | Ладушкин         | 27 203 505 | ↗3745    | 28,18   | 132,9   | город Ладушкин       |
| 4                                           | Мамоново         | 27 203 510 | ↘8508    | 106,13  | 80,17   | город Мамоново       |
| 5                                           | Пионерский       | 27 417 000 | ↗12 928  | 8,27    | 1563,24 | город Пионерский     |
| 6                                           | Светлый          | 27 425 000 | ↘27 486  | 80,23   | 342,59  | город Светлый        |
| 7                                           | Светлогорск      | 27 420 000 | ↗21 165  | 33.16   | 638,27  | город Светлогорск    |
| 8                                           | Советск          | 27 430 000 | ↘38 614  | 43,75   | 882,61  | город Советск        |
| Посёлок городского типа областного значения |                  |            |          |         |         |                      |
| 9                                           | Янтарный         | 27 420 562 | ↘7206    | 19,38   | 371,83  | пгт Янтарный         |
| Административные районы                     |                  |            |          |         |         |                      |
| 10                                          | Багратионовский  | 27 203 000 | ↗32 981  | 1014,5  | 32,51   | город Багратионовск  |
| 11                                          | Гвардейский      | 27 206 000 | ↘28 931  | 784,18  | 36,89   | город Гвардейск      |
| 12                                          | Гурьевский       | 27 209 000 | ↗110 395 | 1283,72 | 86      | город Гурьевск       |
| 13                                          | Гусевский        | 27 212 000 | ↘37 533  | 642,66  | 58,4    | город Гусев          |
| 14                                          | Зеленоградский   | 27 215 000 | ↗39 588  | 2016,49 | 19,63   | город Зеленоградск   |
| 15                                          | Краснознаменский | 27 218 000 | ↘11 016  | 1280,47 | 8,6     | город Краснознаменск |
| 16                                          | Неманский        | 27 221 000 | ↘15 439  | 698,30  | 22,11   | город Неман          |
| 17                                          | Нестеровский     | 27 221 000 | ↘11 791  | 1061,07 | 11,11   | город Нестеров       |
| 18                                          | Озёрский         | 27 227 000 | ↗12 673  | 877,44  | 14,44   | город Озёрск         |
| 19                                          | Полесский        | 27 230 000 | ↘17 007  | 834,28  | 20,39   | город Полесск        |
| 20                                          | Правдинский      | 27 233 000 | ↘18 045  | 1283.88 | 14,06   | город Правдинск      |
| 21                                          | Славский         | 27 236 000 | ↘15 765  | 1349,07 | 11,69   | город Славск         |
| 22                                          | Черняховский     | 27 239 000 | ↘45 874  | 1285,75 | 35,68   | город Черняховск     |

### История

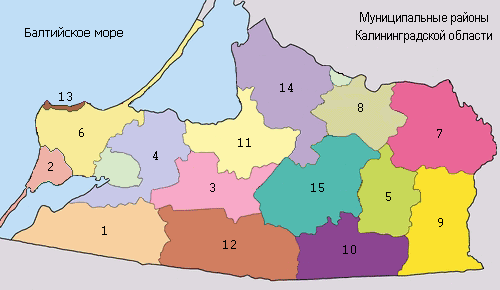
Административная карта Калининградской области (после 2008 года)

7 апреля 1946 года Кёнигсбергская область была разделена на 14 районов: Гумбинненский, Даркеменский, Земландский, Инстербургский, Кёнигсбергский, Кройцбургский, Лабиауский, Пилькалленский, Рагнитский, Тапиауский, Фридландский, Хайлигенбайльский, Хайнрихсвальдский и Шталлупененский.
4 июля того же года Кёнигсбергская область была переименована в Калининградскую область.
7 сентября того же года районы были переименованы:
- Гумбинненский в Гусевский
- Даркеменский в Озёрский
- Земландский в Приморский
- Инстербургский в Черняховский
- Кёнигсбергский в Гурьевский
- Кройцбургский в Багратионовский
- Лабиауский в Полесский
- Пилькалленский в Краснознаменский
- Рагнитский в Советский
- Тапиауский в Гвардейский
- Фридландский в Правдинский
- Хайлигенбайльский в Ладушкинский
- Хайнрихсвальдский в Славский
- Шталлупененский в Нестеровский.

При этом города Калининград, Советск и Черняховск были отнесены к категории городов областного подчинения.
25 июля 1947 года были образованы Большаковский, Железнодорожный и Калининградский районы. Города Гусев, Неман и Светлогорск перешли в областное подчинение. Центр Советского района был перенесен в город Неман, а центр Приморского района — в город Зеленоградск.
9 февраля 1953 года центр центр Гурьевского района был перенесён в населённый пункт Исаково.
4 апреля 1958 года Советский район был переименован в Неманский.
27 апреля 1959 года был упразднён Калининградский район.
1 февраля 1960 года центр центр Гурьевского района был перенесён обратно в город Гурьевск.
В 1962 году были упразднены Большаковский, Железнодорожный и Ладушкинский районы, а в 1963 — Гвардейский, Гусевский, Неманский, Приморский и Черняховский. В 1965 году были восстановлены Гвардейский, Гусевский, Неманский, Приморский (стал называться Зеленоградским) и Черняховский районы.
К 1989 году область включала 13 районов (Багратионовский, Гвардейский, Гурьевский, Гусевский, Зеленоградский, Краснознаменский, Неманский, Нестеровский, Озерский, Полесский, Правдинский, Славский, Черняховский) и 8 городов областного подчинения (горсоветов): Калининград, Балтийск, Гусев, Неман, Светлогорск, Светлый, Советск, Черняховск.
В 1996 году область включала административно-территориальные образования: города Калининград, Советск, Пионерский, а также районы: Багратионовский, Гвардейский, Гусевский, Гурьевский, Зеленоградский, Краснознаменский, Неманский, Нестеровский, Озерский, Полесский, Правдинский, Славский, Черняховский. Помимо этого, имелись городские округа: Балтийский, Светлогорский, Светловский.
В 2010 году область включала объекты административно-территориального деления:
- административные районы: Багратионовский; Балтийский; Гвардейский; Гурьевский; Гусевский; Зеленоградский; Краснознаменский; Неманский; Нестеровский; Озерский; Полесский; Правдинский; Светлогорский; Славский; Черняховский.
- города областного значения: Калининград; Ладушкин; Мамоново; Пионерский; Светлый; Советск.
- поселок городского типа областного значения Янтарный.

В декабре 2019 года Балтийский и Светлогорский административные районы были преобразованы в города областного значения.

## Муниципальное устройство
В рамках муниципального устройства области, в границах административно-территориальных единиц Калининградской области по состоянию на 1 января 2019 года были образованы 22 муниципальных образования:
- 22 городских округа.

В 2018 году муниципальные районы были преобразованы в городские округа, все входившие в их состав муниципальные образования упразднены.
К 2022 году в муниципальные округа были преобразованы Багратионовский, Гвардейский, Гурьевский, Зеленоградский, Краснознаменский, Неманский, Нестеровский, Озёрский, Полесский, Правдинский, Славский, Черняховский городские округа.
Таким образом, к 2022 году в Калининградской области была сформирована следующая организация местного самоуправления:
- 10 городских округов,
- 12 муниципальных округов.

### Городские и муниципальные округа
| #                    | № на карте | Название         | Флаг | Герб | Код ОКТМО | Население, чел. 1.01.2024 | Площадь, км² | Плотность, чел./км² | Админ. центр         |
| -------------------- | ---------- | ---------------- | ---- | ---- | --------- | ------------------------- | ------------ | ------------------- | -------------------- |
| Городские округа     |            |                  |      |      |           |                           |              |                     |                      |
| 1                    | 1          | Калининград      |      |      | 27 701    | ↘488 690                  | 223,03       | 2191,14             | город Калининград    |
| 2                    | 2          | Балтийский       |      |      | 27 750    | ↗29 289                   | 101,31       | 289,1               | город Балтийск       |
| 3                    | 13         | Гусевский        |      |      | 27 612    | ↘37 533                   | 642,66       | 58,4                | город Гусев          |
| 4                    | 3          | Ладушкинский     |      |      | 27 711    | ↗3745                     | 28,18        | 132,9               | город Ладушкин       |
| 5                    | 4          | Мамоновский      |      |      | 27 712    | ↘8508                     | 106,13       | 80,17               | город Мамоново       |
| 6                    | 5          | Пионерский       |      |      | 27 717    | ↗12 928                   | 8,27         | 1563,24             | город Пионерский     |
| 7                    | 6          | Светловский      |      |      | 27 725    | ↘27 486                   | 80,23        | 342,59              | город Светлый        |
| 8                    | 7          | Светлогорский    |      |      | 27 734    | ↗21 165                   | 33.16        | 638,27              | город Светлогорск    |
| 9                    | 8          | Советский        |      |      | 27 730    | ↘38 614                   | 43,75        | 882,61              | город Советск        |
| 10                   | 9          | Янтарный         |      |      | 27 740    | ↘7206                     | 19,38        | 371,83              | пгт Янтарный         |
| Муниципальные округа |            |                  |      |      |           |                           |              |                     |                      |
| 11                   | 10         | Багратионовский  |      |      | 27 703    | ↗32 981                   | 1014,5       | 32,51               | город Багратионовск  |
| 12                   | 11         | Гвардейский      |      |      | 27 706    | ↘28 931                   | 784,18       | 36,89               | город Гвардейск      |
| 13                   | 12         | Гурьевский       |      |      | 27 609    | ↗110 395                  | 1283,72      | 86                  | город Гурьевск       |
| 14                   | 14         | Зеленоградский   |      |      | 27 710    | ↗39 588                   | 2016,49      | 19,63               | город Зеленоградск   |
| 15                   | 15         | Краснознаменский |      |      | 27 713    | ↘11 016                   | 1280,47      | 8,6                 | город Краснознаменск |
| 16                   | 16         | Неманский        |      |      | 27 714    | ↘15 439                   | 698,30       | 22,11               | город Неман          |
| 17                   | 17         | Нестеровский     |      |      | 27 715    | ↘11 791                   | 1061,07      | 11,11               | город Нестеров       |
| 18                   | 18         | Озёрский         |      |      | 27 716    | ↗12 673                   | 877,44       | 14,44               | город Озёрск         |
| 19                   | 19         | Полесский        |      |      | 27 718    | ↘17 007                   | 834,28       | 20,39               | город Полесск        |
| 20                   | 20         | Правдинский      |      |      | 27 719    | ↘18 045                   | 1283.88      | 14,06               | город Правдинск      |
| 21                   | 21         | Славский         |      |      | 27 727    | ↘15 765                   | 1349,07      | 11,69               | город Славск         |
| 22                   | 22         | Черняховский     |      |      | 27 739    | ↘45 874                   | 1285,75      | 35,68               | город Черняховск     |

### История
В начале 2008 года в Калининградской области имелось:
- 5 городских округов (город Калининград, Балтийский, Светловский, Светлогорский, Советский),
- 13 муниципальных районов (Багратионовский, Гвардейский, Гурьевский, Гусевский, Зеленоградский, Краснознаменский, Неманский, Нестеровский, Озёрский, Полесский, Правдинский, Славский, Черняховский)[18].

Муниципальные образования до 2008 года
| №  | Район            | Кол-во МО | Муниципальные образования (городские и сельские поселения) |
| -- | ---------------- | --------- | --- |
| 1  | Багратионовский  | 14        | 3 городских: Багратионовское, Ладушкинское, Мамоновское; 11 сельских: Владимировское, Гвардейское, Корневское, Надеждинское, Нивенское, Ореховское, Пограничное, Пушкинское, Пятидорожное, Чапаевское, Чеховское. |
| 2  | Гвардейский      | 6         | 1 городское: Гвардейское; 5 сельских: Борское, Знаменское, Зоринское, Озерковское, Славинское. |
| 3  | Гурьевский       | 10        | 1 городское: Гурьевское; 9 сельских: Большеисаковское, Добринское, Космодемьянское, Кутузовское, Луговское, Маршальское, Низовское, Новомосковское, Храбровское.                                                  |
| 4  | Гусевский        | 8         | 1 городское: Гусевское; 7 сельских: Брянское, Красногорское, Липовское, Майское, Маяковское, Покровское, Фурмановское.                                                                                            |
| 5  | Зеленоградский   | 11        | 2 городских: Зеленоградское, Рыбачье; 9 сельских: Ковровское, Костровское, Муромское, Переславское, Красноторовское, Поваровское, Романовское, Грачевское, Куршское.                                              |
| 6  | Краснознаменский | 8         | 1 городское: Краснознаменское; 7 сельских: Весновское, Добровольское, Неманское, Побединское, Правдинское, Тимофеевское, Хлебниковское.                                                                           |
| 7  | Неманский        | 10        | 1 городское: Неманское; 9 сельских: Большесельское, Жилинское, Лунинское, Маломожайское, Мичуринское, Канашское, Новоколхозненское, Ракитинское, Ульяновское.                                                     |
| 8  | Нестеровский     | 8         | 1 городское: Нестеровское; 7 сельских: Заветинское, Калининское, Покрышкинское, Пригородный, Чернышевское, Чистопрудненское, Чкаловское.                                                                          |
| 9  | Озёрский         | 7         | 1 городское: Озерское; 6 сельских: Багратионовское, Гавриловское, Львовское, Некрасовское, Новостроевское, Садовское.                                                                                             |
| 10 | Полесский        | 7         | 1 городское: Полесское; 6 сельских: Головкинское, Залесовское, Саранское, Славянское, Сосновское, Тюленинское. |
| 11 | Правдинский      | 10        | 2 городских: Железнодорожное, Правдинское; 8 сельских: Вишневское, Домновское, Дружбинское, Крыловское, Мозырьское, Пореченское, Севское, Фрунзенское.                                                            |
| 12 | Славский         | 8         | 1 городское: Славское; 7 сельских: Большаковское, Высоковское, Гастелловское, Заповедненское, Прохладненское, Тимирязевское, Ясновское.                                                                           |
| 13 | Черняховский     | 8         | 1 городское: Черняховское; 7 сельских: Бережковское, Загорское, Калиновское, Калужское, Каменское, Краснополянское, Свободненское.                                                                                |

Муниципальные образования с 2008 года
После муниципальной реформы в области имелось 22 муниципальных образования (жирным выделены образования, являвшиеся новыми МО на тот момент):
- 7 городских округов (г. Калининград, Ладушкинский, Мамоновский, Пионерский, Светловский, Советский, Янтарный),
- 15 муниципальных районов (Багратионовский, Балтийский, Гвардейский, Гурьевский, Гусевский, Зеленоградский, Краснознаменский, Неманский, Нестеровский, Озёрский, Полесский, Правдинский, Светлогорский, Славский, Черняховский).